# Sven Sundin
Sven Erik Sundin, född 5 december 1915 i Säbrå församling, Västernorrlands län, död 17 juni 1982 i Nordingrå församling, Västernorrlands län, var en svensk lantbrukare och politiker (centerpartist). Sundin var ledamot av riksdagens första kammare från 1957 till 1970, invald i Västernorrlands läns och Jämtlands läns valkrets. Han hade även en rad uppdrag inom lantbrukskooperationen i Ångermanland.